# Karosseriebau Autenrieth
Der Karosseriebau Autenrieth war ein Karosseriebauunternehmen, das zwischen 1921 und 1964 in Darmstadt Karosserien für Personenwagen fertigte.

## Unternehmensgeschichte
In den ersten Jahrzehnten der Automobilfertigung – noch bis in die Zeit vor dem Zweiten Weltkrieg – war es allgemein üblich, dass es bei Personenwagen neben den herstellerseitigen Karosserien auch solche von darauf spezialisierten, externen Karosseriebauherstellern gab. Eines der bekannteren deutschen Unternehmen war das des Stellmachers Georg Autenrieth, gegründet 1921 in Weinsberg bei Heilbronn und seit 1925 in Darmstadt, Feldbergstraße 72, ansässig.
Gefertigt wurden in Einzelauftrag nach Kundenwünschen Limousinen, Coupés, Cabriolets und Sonderanfertigungen auf Fahrgestellen verschiedener bekannter Vorkriegs-Automobilhersteller wie Adler, Audi, Horch, Maybach, Mercedes-Benz, Opel, NSU und den in Ober-Ramstadt (bei Darmstadt) befindlichen Röhr-Werken. Ebenfalls wurden bereits in den 1930er Jahren Fahrzeuge von BMW karossiert. Ende der 1930er, Anfang der 1940er Jahre entstanden in Kleinserie auch erste Cabriolets auf Basis des KdF-Wagens, des späteren VW Käfers.
Im Zweiten Weltkrieg musste die Karosseriefertigung eingestellt werden, und das Unternehmen wurde zum Rüstungszulieferer. In der Wiederaufbauphase nach dem Zweiten Weltkrieg wurde die Zusammenarbeit mit BMW wieder aufgenommen. 1950 starb Georg Autenrieth. Die damaligen PKW mit noch nicht selbsttragenden Karosserien boten sich weiterhin für fremde Aufbauten an, und so entstanden in ansehnlicher Zahl in den 1950er Jahren Coupés und Cabriolets auf Basis der großen BMW-Modelle. Daneben entstanden auch Cabriolets auf frühen Citroën-DS-Modellen sowie Borgward Isabella. Bekannter noch sind aus den letzten Jahren des Unternehmens Autenrieth Cabriolets und Coupés auf Basis verschiedener Opel-Modelle wie Olympia, Rekord und Kapitän. Daneben entstanden auch Kombis sowie Bestattungsfahrzeuge.
1964 endete die Fertigung des Karosseriebauers Autenrieth.

## Bildergalerie

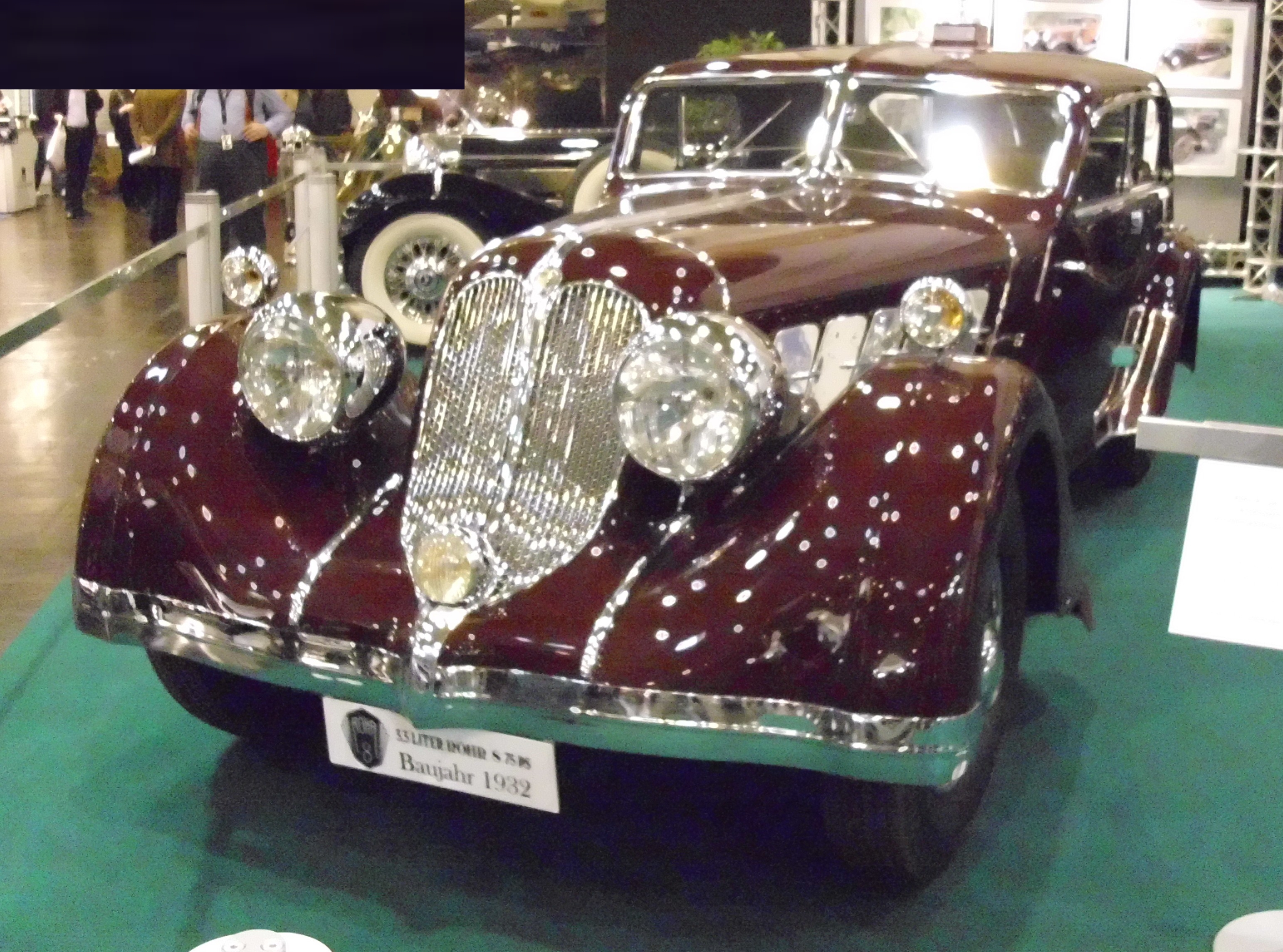
Röhr 8 Typ F Stromlinienlimousine von Autenrieth von 1932
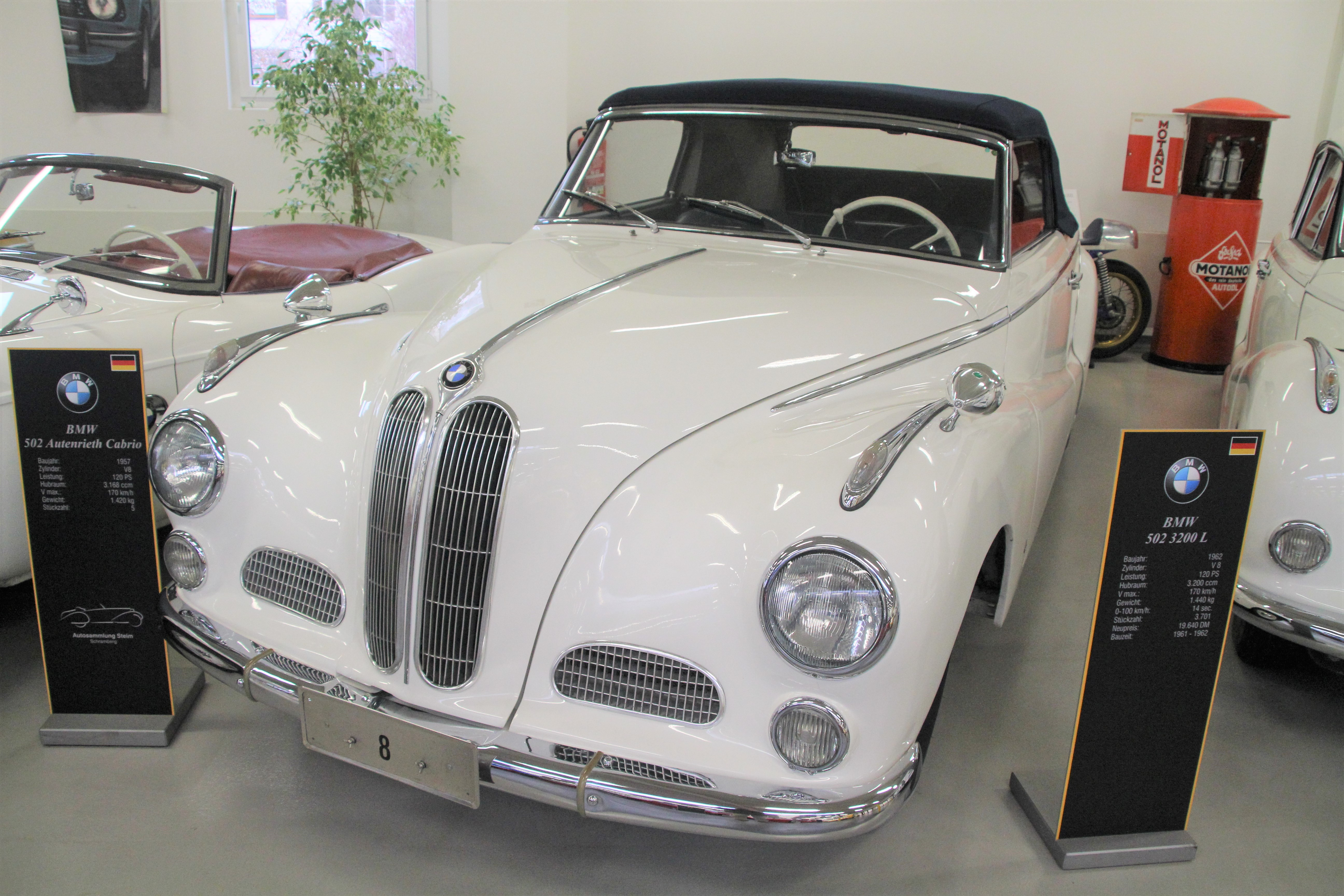
BMW 502 V8 Autenrieth Cabriolet von 1957
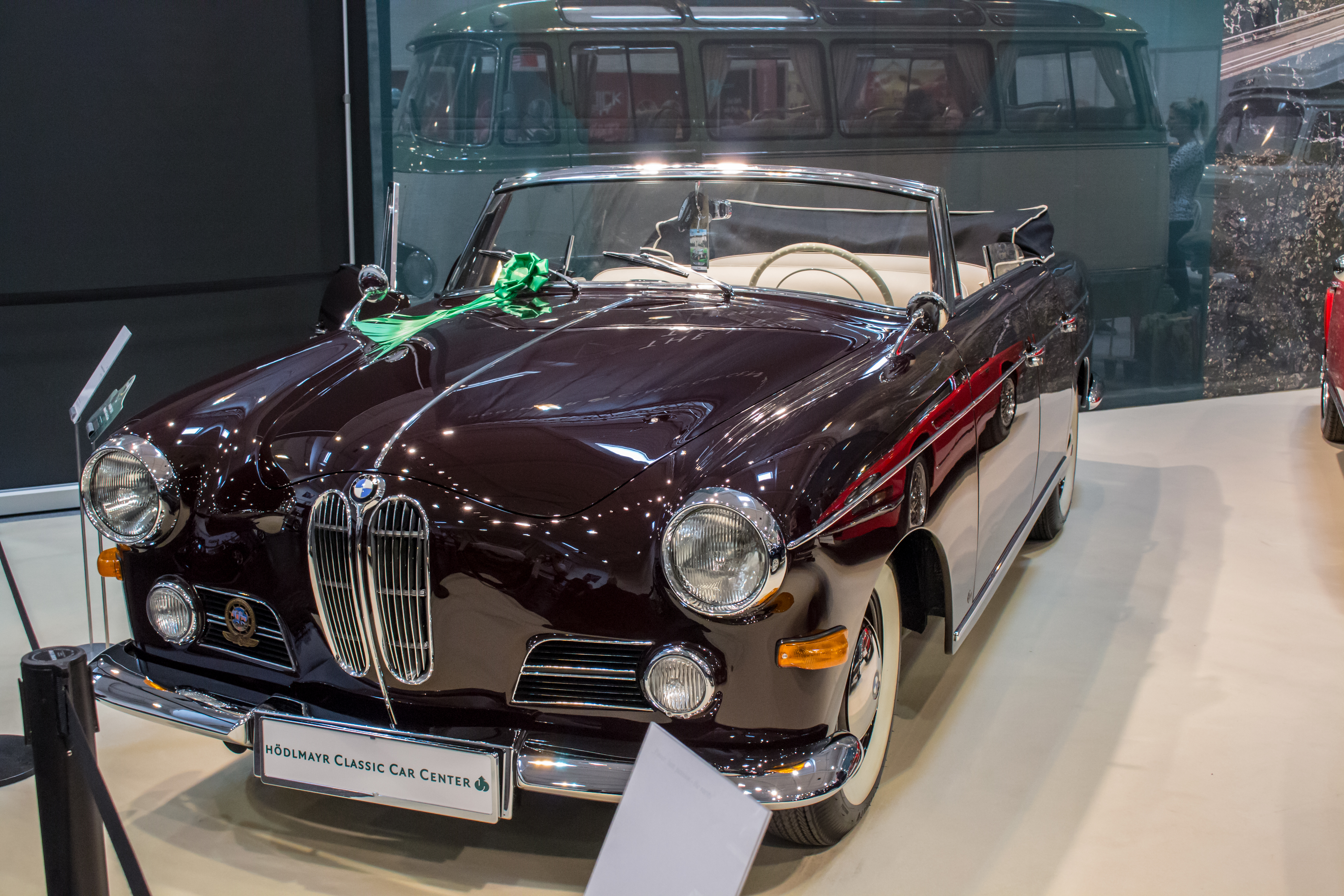
BMW 502 V8 Autenrieth Cabriolet (viertürig) von 1960
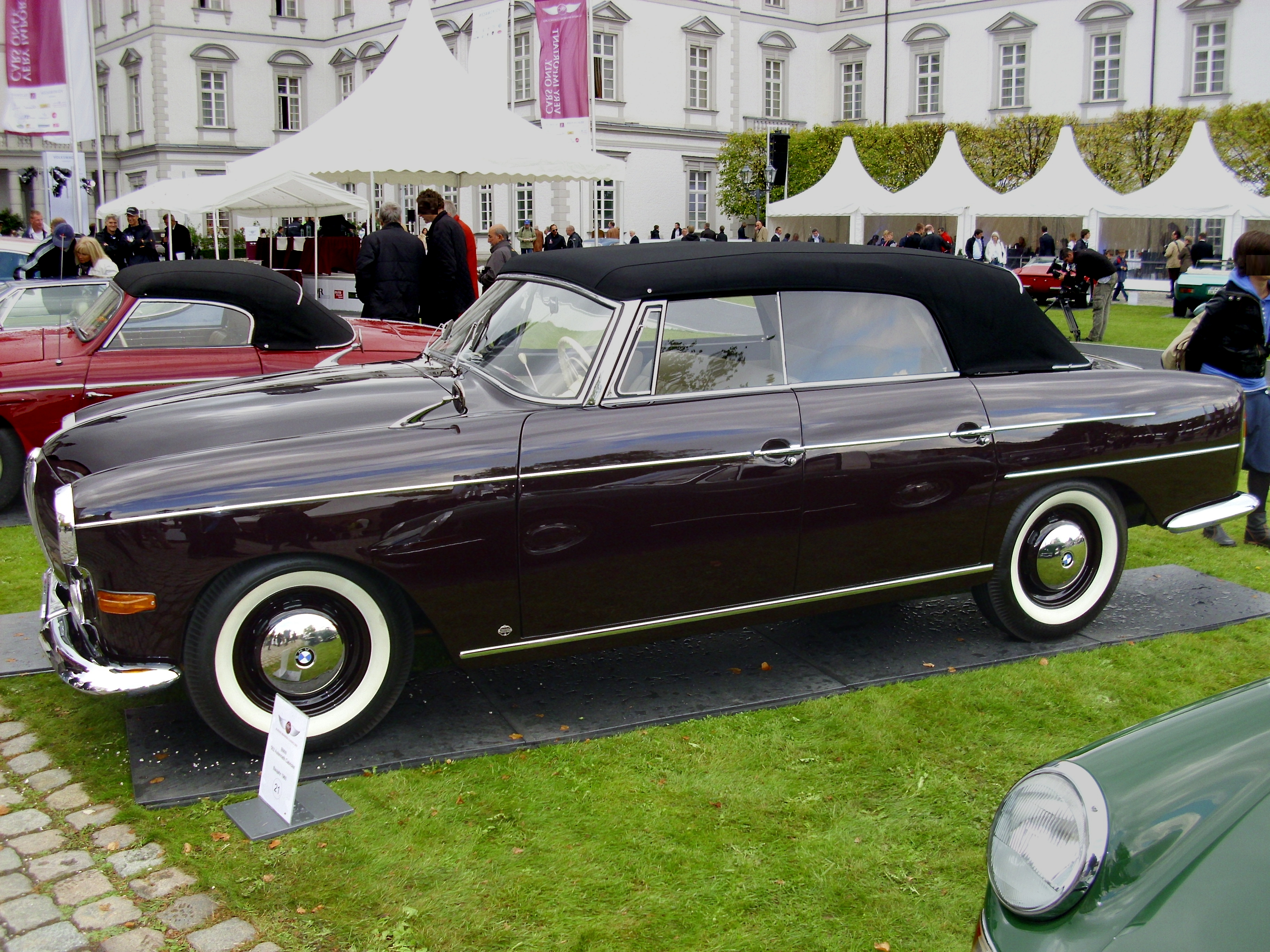
BMW 502 V8 Autenrieth Cabriolet 1960, Seitenansicht
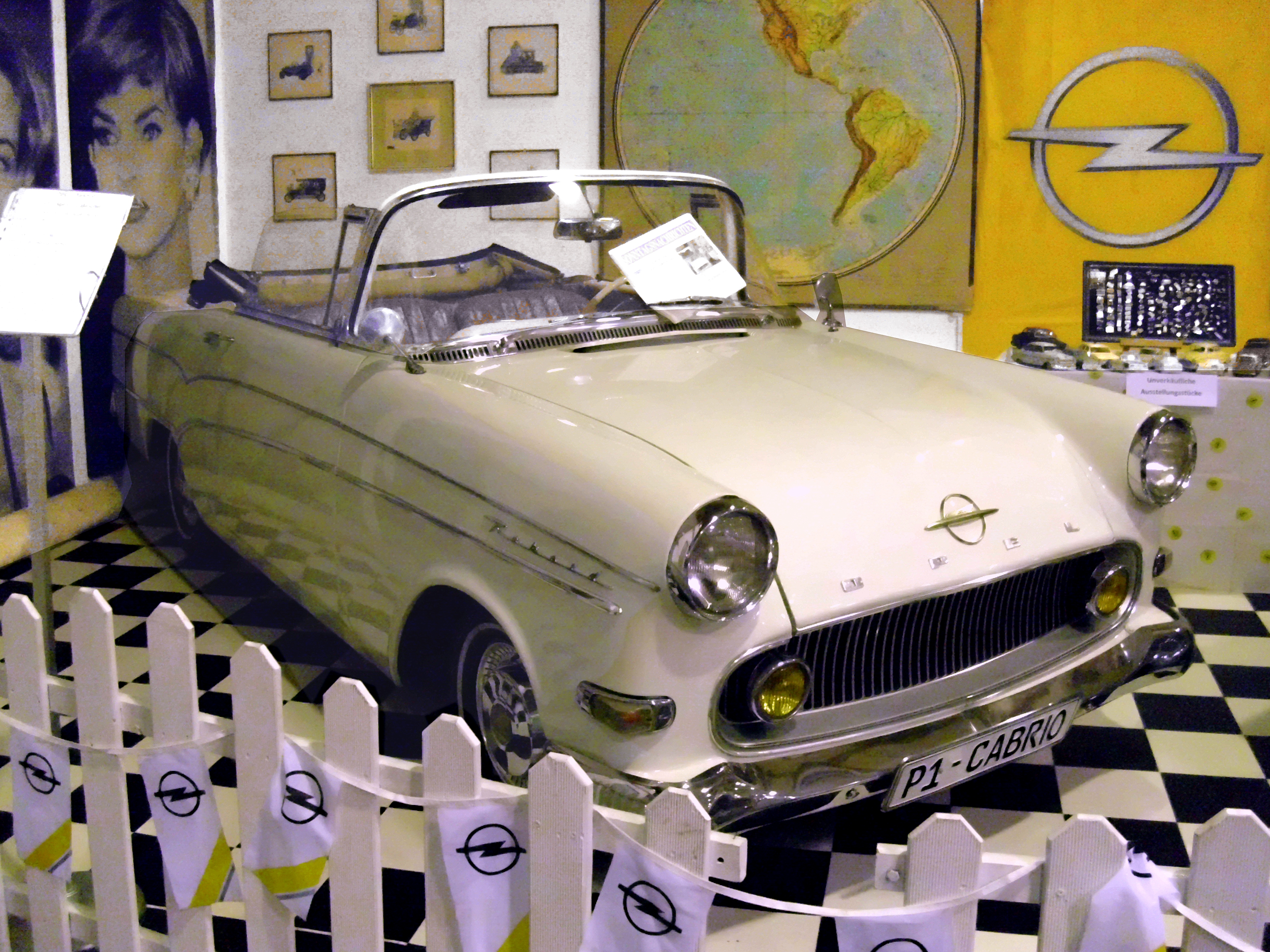
Opel Rekord P1 Autenrieth Cabriolet von 1959, 2015 auf der Techno-Classica ausgestellt.